# Arrondissement di Borgne
L'arrondissement di Borgne è un arrondissement di Haiti facente parte del dipartimento del Nord. Il capoluogo è Borgne.

## Geografia antropica

### Suddivisioni amministrative
L'arrondissement di Borgne comprende 2 comuni:
- Borgne
- Port-Margot